# The Obsessed
The Obsessed est un groupe de doom metal américain, originaire de Potomac, dans le Maryland. Il est formé en 1976 par Scott « Wino » Weinrich, et compte plusieurs séparations depuis sa création.

## Biographie

### Débuts (1976–1985)
Le groupe se forme originellement sous le nom de Warhorse en 1976 à Potomac, dans le Maryland, avant de changer de patronyme en 1980. Le groupe devient un trio à la suite du départ du guitariste John Reese et déménage à Rockville où il partage la même maison. En 1982, le groupe redevient quatuor avec l'arrivée de Vance Bockis. Ils sortent l'EP Solden Jackyl sur leur propre label, Invictus Records, et enregistre un premier album qui ne sortira qu'en 1990. En 1985, Wino accepte de remplacer Scott Reagers dans Saint Vitus, et dissout le groupe.

### Premier retour (1989–1995)
À la suite de l'offre du label allemand Hellhound Records de publier leur premier album, Wino décide de reformer le groupe avec deux nouveaux musiciens, le batteur Greg Rogers et le bassiste Scott Reeder. Sommé par le leader de Saint Vitus, Dave Chandler, de faire son choix entre les deux groupes, Wino choisi The Obsessed. Lunar Womb sort en 1991 et permet au groupe de se voir proposer un contrat chez la major Columbia. En 1993 Scott Reeder rejoint Kyuss et est remplacé par Guy Pinhas. 
Leur troisième album, The Church Within, sort un 1994, et est suivi par une prestation au Dynamo Open Air et une tournée européenne en compagnie de Life of Agony et Prong. Malheureusement les ventes ne sont pas à la hauteur des espérances de Columbia et le groupe se retrouve sans contrat. En 1995, Wino est arrêté et emprisonné à la suite du braquage d'un liquor store. Par la suite Wino formera Spirit Caravan avant de rejoindre Saint Vitus en 2003, tandis que Pinhas et Rogers formeront Goatsnake.

### Deuxième retour (2011-2013)
Reformé en 2011 avec la formation qui a enregistré The Church Within (Wino, Guy Rogers et Guy Pinhas), The Obsessed donne son premier concert de reformation au Roadburn Festival en avril 2012, qui sera suivi par une seconde date au Hellfest en juin de la même année,.

### Troisième retour (depuis 2016)
Pendant l'été 2014, Wino tourne avec Spirit Caravan avec Dave Sherman (basse) et Brian Costantino (batterie). En novembre de la même année, en pleine tournée avec Saint Vitus, il est interpellé par la police norvégienne pour possession de substances illicites et aussitôt expulsé. En 2015 le groupe se passe des services de Wino et fait appel au chanteur de ses premiers albums, Scott Reagers, pour ses concerts. 
Début 2016, Wino annonce qu'il réactive The Obsessed avec le dernier line-up en date de Spirit Caravan et qu'ils sortiront un nouvel album à l'automne. Quelques mois plus tard Sherman est remplacé par Bruce Falkinburg et Sara Seraphim rejoint le groupe comme second guitariste. Le 31 octobre 2016, Wino annonce annonce l'arrivée de Bruce Falkinburg à la basse et de Seraphim à la guitare. En novembre 2016, ils publient leur single réenregistré Sodden Jackal via Adult Swim Singles. Le groupe redevient fin 2016 un trio avec le retour du bassiste Reid Raley.

## Membres

### Membres actuels
- Scott « Wino » Weinrich - guitare, chant (1976-1986, 1989-1995, 2011-2013, depuis 2016)
- Brian Costantino - batterie, chant (depuis 2016)
- Reid Raley - basse (2013-2016, depuis 2017)

### Anciens membres
- Ed Gulli - batterie (-1986)
- Dave Williams - batterie (-1986)
- Norman Lawson - guitare
- Mark Laue - basse (-1986)
- Johnny Reese - guitare, chant (1980-?)
- Greg Rodgers - batterie (1990-1995, 2011-?)
- Guy Pinhas - basse (1993-1995, 2011-?)
- Dave Sherman (2016)
- Bruce Falkinburg - basse, chant (2016-2017)
- Sara Seraphim - guitare (2016-2017)

## Discographie
- 1990 : The Obsessed
- 1991 : Lunar Womb
- 1994 : The Church Within
- 2017 : Sacred